# 高橋恒一
髙橋 恒一（たかはし こういち、1944年 - ）は、日本の外交官。法務大臣官房審議官、外務省国際社会協力部長、駐チェコ共和国特命全権大使、外務省研修所長等を経て、日本チェコ友好協会会長。

## 人物・経歴
東京都立北園高等学校を経て、昭和43年度外務公務員採用上級試験合格。1969年国際基督教大学教養学部卒業、外務省入省。
外務省経済協力局政策課企画官兼外務公務員採用第Ⅰ種試験委員（ドイツ語）等を経て、1985年外務省経済協力局国際機構課長。
1987年在カナダ日本国大使館参事官。1990年在タイ日本国大使館参事官。1992年在ドイツ日本国大使館参事官。1996年在ベルリン日本国総領事館総領事。
1997年東京都外務長。1999年法務大臣官房審議官（入国管理局担当）。2001年から外務省総合外交政策局国際社会協力部長を務め、国連行財政改革担当大使も兼務。2003年駐チェコ共和国特命全権大使。2005年外務省研修所長。
退官後、三井住友海上火災保険顧問、大学英語教育学会理事、霞関会常務理事、中欧能楽文化協会副会長、日本チェコ友好協会会長などを務めた。2019年瑞宝中綬章受章。
岳父は西澤潤一。

## 著書
- 日本国際連合学会編『国際社会の新たな脅威と国連』国際書院 2003年